# موسى الهزيم
موسى الهزيم (1934- 12 أغسطس 2014)، ممثل كويتي راحل.

## حياته
كان عضواً في فرقة «بو جسوم» التي قدمت أعمالاً تلفزيونية وإذاعية عدة، وشارك أفرادها في أفراح الشعب الكويتي وأعياده الوطنية. بدأ مشوار الفني بداية الستينيات من القرن الماضي..كانت فرقة «بوجسوم» سباقة لأي نشاط واحتفال وطني، وكان ملقباً بـ «رويشد» وهو اسم شخصيته في سلسلة أعمال «عايلة بو جسوم»، اشتهر بتقديمه أدوار الشاب المشاكس. في العام 1987 توقفت الفرقة عن تقديم الأعمال التلفزيونية، ولكن أعضاءها لم يفترقوا، وكانوا يلتقون أسبوعياً في ديوانية «القطان».
في عام 1990 قدمت الفرقة آخر عمل لهم مسلسل «اللي ماله أول» وبعد تحرير الكويت من الغزو العراقي لم يجدوا التعاون ولم يطلبهم أحد لتقديم عمل يجمع أربعتهم.

## وفاته
عانى الهزيم من التعب والآلام في القلب، وتزايدت آلامه النفسية بعد رحيل أحد أبنائه، وافته المنية في 12 اغسطس عام 2014 عمر ناهز التاسعة والسبعين بينما كان في طريقه إلى المستشفى.

## أعماله

### المسلسلات
- 1990: إللي ماله أول ماله تالي.
- 1977: عائلة بو جسوم من الواقع.
- 1976: مواقف ضاحكة.